# Maria Swanenburg
Maria Catherina Swanenburg, nota anche come “Goeie Mie” o “Mie Goede” (la Buona Mie) (Leida, 9 settembre 1839 – Gorinchem, 11 aprile 1915), è stata una serial killer olandese che ha commesso almeno 27 omicidi, forse fino a più di 90.

## Biografia

### Origini
Maria Swanenburg nacque il 9 settembre 1839 a Leida (Leiden), nei Paesi Bassi. Il padre, un operaio, si chiamava Clemens Swanenburg; sua madre, una casalinga, si chiamava Johanna Dingjan. Crebbe nella periferia del povero quartiere di Leida, dove si occupò di prendersi cura dei malati: li lavava, svolgeva le faccende di casa al loro posto e si offriva di fare loro la spesa. Quando aveva 12 anni Maria si trasferì con i genitori e i fratelli perché la famiglia, a causa di alcuni affitti arretrati, era stata sfrattata.
Da giovane ebbe due figlie, che morirono in tenera età. Il 13 maggio 1868, all'età di circa 30 anni, si sposò con un fabbro che lavorava presso una fucina, un certo Johannes van der Linden; da lui ebbe cinque figli e due figlie; il loro matrimonio durò fino al 29 gennaio 1886. Continuò a prendersi cura di anziani e malati; a seguito delle sue gentilezze si prese poi il soprannome di "Goeie Mie" ("Mie la buona").

### Gli omicidi
Gli omicidi iniziarono nel 1880 e si conclusero tre anni dopo, nel 1883. Tutte le vittime erano suoi conoscenti, quasi tutti anziani e malati, che avvelenava con l'arsenico per intascarsi i soldi dell'assicurazione sulle loro vite o la loro eredità. Le prime due vittime furono i suoi genitori; poi passò alla sorellastra Cornelia van der Linden, che morì il 30 maggio 1881; anche la cugina Willem il 15 luglio 1881 fece la stessa fine; il primo novembre dello stesso anno uccise un'altra vittima identificata, un certo Arend.
Quando l'assassina divenne più avida, iniziò a sterminare intere famiglie, compresi i bambini. Pare abbia anche ucciso due dei suoi figli più piccoli, ma ciò non è stato dimostrato in modo accurato. Curiosamente il marito, una delle persone più vicine a lei, fu risparmiato. Almeno cinquanta persone che provò ad avvelenare sopravvissero; molte altre morirono. Quarantacinque sopravvissuti ebbero problemi alla salute di varie entità dopo l'ingestione del veleno. La Buona Mie rimase per molto tempo insospettabile per la sua nota fama di “benefattrice”: infatti si prendeva molta cura delle sue vittime. Il veleno se lo procurava dai fornitori con la scusa di disinfestare le case dai ratti e dagli insetti.

### Arresto
Maria Swanenburg venne arrestata il 15 dicembre 1883, dopo che provò ad avvelenare la famiglia Frankhuizen: aveva versato di nascosto dell'arsenico in una zuppa d'orzo, che aveva poi offerto da mangiare; le dosi non erano sufficienti, quindi i membri della famiglia se la cavarono con un'indigestione; successivamente due delle vittime si lamentarono dello strano sapore del piatto: la polizia, allertata da queste parole, prelevò da casa la presunta assassina; fu infine connessa ad una lunga serie di morti sospette. 13 o 15 corpi furono esaminati; gli agenti ci trovarono dei segni evidenti di arsenico: la persona che stette per più tempo vicino alle vittime era la Buona Mie; lei li aveva uccisi. In totale guadagnò tra i 2000 e i 3000 fiorini. Vennero anche ascoltate le testimonianze di vicini, parenti e altre persone.

### La fine
Il processo iniziò il 23 aprile 1885; era entrata con circa 90 omicidi. Due ordini di medici esperti esaminarono la mente dell'imputata; le diagnosticarono un alto tasso di insensibilità, ma era comunque sana di mente. Il signor R. Bijleveld, l'avvocato generale, chiese una condanna a vita; il signor C. A. Vaillant, l'avvocato della difesa, voleva farla passare per malata di mente descrivendo il suo caso come “un'anomalia psicologica, un errore della natura”; ma gli psichiatri avevano comunque stabilito il contrario.
Il 1º maggio 1885 fu condannata all'ergastolo per almeno 27 omicidi e detenuta nel carcere di Gorinchem. Il 29 giugno dello stesso anno la Corte Suprema respinse il ricorso per cassazione. Morì in carcere l'11 aprile 1915 all'età di 75 anni. In quel periodo era iniziata la prima guerra mondiale. Il suo caso divenne molto noto all'estero; la Swanenburg è tuttora considerata come la peggiore serial killer dell'Olanda. I suoi crimini le hanno valso un secondo soprannome, "Leidse Gifmengster", cioè l’avvelenatrice di Leida.